# Société d'agriculture, sciences et arts de la Sarthe
La Société d'agriculture, sciences et arts de la Sarthe est la société savante la plus ancienne existant dans la Sarthe. Elle a en effet été créée par le roi Louis XV et Simon-Louis de Blanchardon par arrêt du 24 février 1761 en tant que bureau du Mans de la Société d'agriculture pour la généralité de Tours.

## Historique
À l'origine spécialisée dans les questions agricoles et les travaux des physiocrates, cette société élargira progressivement ses centres d'intérêt à l'histoire naturelle, aux questions artistiques, à l'histoire littéraire, à l'histoire et l'archéologie locales. Supprimé par le décret d'août 1793 de la Convention qui abolissait toutes les académies et sociétés savantes, le bureau du Mans renaît en octobre 1795 sous le nom de "Société centrale de correspondance des arts", puis, en mars 1799, de "Société libre des arts pour le département de la Sarthe". En mai 1826, elle prendra le titre de "Société royale d'agriculture, sciences et arts du Mans" avant d'adopter, en septembre 1839, son titre définitif de "Société d'agriculture, sciences et arts de la Sarthe".
Protégeant les arts, la société a réussi à préserver, en 1798, la cathédrale du Mans d'une décision de démolition, puis a sauvé les sculptures de l'abbaye de Solesmes. Elle a aussi été à l'origine du transfert du gisant et des restes de la reine Bérangère de Navarre, veuve de Richard cœur de lion, à l'abbaye cistercienne de l'Épau qu'elle avait fondée, et de fouilles dans les sous-sols du Mans et de Coulaines dans les années 1960-70. Par un décret du 24 octobre 1968, la société a été reconnue établissement d'utilité publique.

## Présidents de la Société[1]
- 1763: chanoine Bucquet
- 1764 : le chevalier de La Gouppillière
- 1777 : le comte de Vanssay
- 1805-1806 : Louis-Marie Auvray
- 1811 : René Négrier de la Crochardière
- 1813 : Louis-Marie Auvray
- 1815 : Jules Pasquier
- 1856-1858 : Surmont
- 1861-1862- : Surmont
- 1879-1880 : Abel de Villiers de L'Isle-Adam

Depuis 1881, ont présidé cette société :
- Ambroise Gentil, professeur de sciences naturelles au lycée du Mans (1880-1927)
- le docteur Paul Delaunay, historien de la médecine, historien du Maine, grand érudit (1927-1957)
- André Bouton, historien du Maine, auteur de l'histoire économique et sociale du Maine (1957-74)
- le docteur Jean Lepart (1974-92)
- Philippe Bouton (1992-2004)
- Joseph Guilleux, docteur en histoire (2004-2016)
- Jean-Pierre Epinal (2016-2024)
- Didier Béoutis, historien, biographe (depuis 2024)

Fernand Letessier (1914-1987), professeur agrégé au lycée du Mans, secrétaire puis vice-président de 1958 à 1987, par ses nombreux comptes rendus et rédaction d'articles, a marqué durablement la société.
La société, qui a son siège à la médiathèque Louis Aragon au Mans, a plusieurs types d'activités : des réunions mensuelles où les membres viennent exposer leurs travaux ; la publication d'un bulletin mensuel et, paraissant depuis 1833, un volume annuel de mémoires où sont relatées les recherches des membres; une excursion annuelle dans la Sarthe.